# Over de gekte van een vrouw
 Over de gekte van een vrouw  (1982) is de tweede roman van Astrid Roemer, het boek dat haar Nederlandse doorbraak betekende. De ondertitel luidt ‘Een fragmentarische roman’, wat duidelijk is terug te zien aan de compositie, met vele flash-backs, verschillende typografieën en gedachtespinsels. Centraal staat hoofdpersoon Noenka die probeert te strijden tegen de onderdrukking van de zwarte vrouw. Het verhaal is onder te verdelen in vier hoofdstukken. Hieraan voorafgaand staan een gedicht, een brief en een naschrift.

## Inhoud

### Hoofdstuk 1
Verhaallijn: Noenka, een zwarte, Surinaamse vrouw verlaat haar man Louis 9 dagen na hun huwelijk. Louis is een agressieve man die niet twijfelt om geweld te gebruiken. Hij verkracht Noenka dan ook op hun huwelijksnacht. Ondanks dat het niet gebruikelijk is om als vrouw weg te gaan van je man, verlaat Noenka hem en keert terug naar haar ouderlijk huis. Op de school waar zij als onderwijzeres werkt probeert Louis haar terug te halen, maar tevergeefs. De schoolinspectie is echter niet blij met de situatie. Zij biedt haar de keuze om terug te keren bij haar man of haar ontslag in te dienen. Noenka weigert om terug te gaan bij Louis en dient dus haar ontslag in. Ook verlaat zij de veroordelende blikken en het geroddel uit het dorp, om een goed eind verderop in Nickerie, waar zij vroeger met haar moeder al eens kwam, te gaan wonen.
Tussen de verhaallijn wordt verteld hoe Louis Noenka heeft leren kennen. Hij, een rijke Surinamer van de Antillen, vindt in Noenka het knappe, jonge meisje dat hij zoekt. Ook komen er allerlei herinneringen voor uit haar jeugd. Uit deze herinneringen wordt duidelijk hoe Noenka een problematische band met haar vader heeft gehad. Deze vertelt haar verhalen over de magische krachten van de slang, die ongeluk brengen. Dit is dan ook de bron van Noenka’s angst voor slangen. Wel heeft zij een erg hechte band met haar moeder, die echter ook niet onproblematisch is. Noenka is de ‘buiksluiter’ of het laatste kind, waardoor zij grote verwachtingen schept. Daarnaast is er de herinnering van de dood van Peetje, die voor haar als een tweede moeder was.

### Hoofdstuk 2
Verhaallijn: In Nickerie vindt Noenka een onderkomen bij Lady Morgan. Ook ontmoet ze Ramses, haar jeugdliefde, waarmee ze veel optrekt. Er bloeit weer wat tussen hen op. Lady Morgan is hier echter niet blij mee. De man van Lady Morgan, mister B.G., houdt er veel minnaressen op na. Uit onvrede en wraak heeft Lady Morgan daarom seks met Ramses, die mister B.G.’s zoon uit een eerder huwelijk is. Lady Morgan kan het niet hebben dat Noenka met Ramses gaat en zet haar dus haar huis uit. Noenka belandt in Ramses’ huis. Zij ontmoet Alek, een goede vriend van Ramses, waarmee zij op een zeker moment ook in het bed belandt. Het nieuws dat Noenka ongetrouwd samenwoont met een man, verspreidt zich snel over Nickerie. Opnieuw komt de schoolinspectie haar vertellen dat zij haar ontslag moet indienen. Noenka komt in huis bij de Nederlandse Gabriëlle, met wie zij een innige band opbouwt. Gabriëlle vertelt over haar mislukte huwelijk en gehandicapte kinderen. 
Als Noenka zwanger blijkt te zijn, twijfelt ze er niet aan abortus te plegen. Gabriëlle helpt haar hiermee. Ramses is hier echter woedend om, kan het niet verwerken en pleegt zelfmoord. Noenka verliest zichzelf in alcohol en tabletten en wordt naar een psychiatrische kliniek gebracht.

### Hoofdstuk 3
Verhaallijn: In de psychiatrische kliniek komt Louis Noenka opeisen. Wettelijk zijn ze namelijk nog getrouwd. Opnieuw wordt ze verkracht en omdat ze bij Louis lijdt aan vaginisme, neemt hij haar anaal. Noenka ontvlucht zijn huis om voor haar moeder, die erg ziek is, te verzorgen. Tot haar grote verdriet overlijdt haar moeder. Dan ontmoet zij Gabriëlle opnieuw, die haar liefde voor Noenka uitspreekt. Gabriëlle vertelt dat zij seks heeft gehad met Louis, om zo dichter bij Noenka te kunnen zijn. Noenka probeert Louis overspel te verwijten, maar dit wijst hij af door het te beschrijven als een ‘vriendendienst’. Met Gabriëlle gaat zij bij tante Edith wonen, die echter niet blij is met hun relatie en ze er na een tijdje weer uit zet. Op aanraden van Gabriëlle gaat Noenka naar de kerk om haar zonden op te biechten. Op het plein voor de kerk wordt de onderdrukking van de vrouw haar opnieuw al te duidelijk, dat ze vlucht. Ze keert terug naar het huis van Louis. Uit een juridisch rapport wordt duidelijk dat Gabriëlle Louis heeft vermoord. Gabriëlle krijgt levenslang en medeplichtige Noenka krijgt tbs opgelegd.

### Hoofdstuk 4
Verhaallijn: In de kliniek, waar zij vier jaar verblijft, schrijft ze haar biografie. Uiteindelijk wordt ze vrijgelaten. Na een jaar bezoekt ze Gabriëlle in de gevangenis. Ze vertelt dat zij Noenka vrijheid had willen geven door Louis te vermoorden. Noenka voelt zich met haar één worden.

## Thematiek
De roman kent veel verschillende en complexe, thematische lagen. 
De geschiedenis van Suriname speelt voor Noenka een grote rol. Zij voelt zich gevangen tussen de christelijke achtergrond van haar moeder en de creoolse achtergrond van haar vader. Zij wijst haar vader af, maar tevens ziet zij niets in het ‘aangeleerde’ christendom van haar moeder. Hier spreekt de pijn van de slavernij, die het blanke christendom opgelegd heeft gekregen door de blanke overheersers. Noenka is op zoek naar haar identiteit tussen twee culturen.
Ook zit zij gevangen tussen de grenzen van haar bestaan als vrouw en al helemaal als zwarte vrouw. Dit wordt mooi weergegeven in het volgende citaat: “Ik ben Noenka, wat betekent: Niet weer. Geboren uit twee tegenstellingen: een vrouw en een man die zelfs mijn dromen opentrekken. Ik ben vrouw, ook al weet ik niet waar het begint en waar het vrouw-zijn ophoudt, en in de ogen van anderen ben ik zwart en iedere keer wacht ik af wat dat betekent.” (p. 207/8). 
Bovendien laat Noenka zich in het boek meerdere malen uit over haar afschuw van de onderdrukking van de vrouw. Veel vrouwen in het boek hebben een ongelukkig huwelijk: Louis is gewelddadig en gaat vreemd; Lady Morgan’s mister B.G. houdt er veel minnaressen op na en zelfs Gabriëlle is niet gelukkig met haar man en durft hem niet te verlaten. Ook is dit motief terug te zien in de maatschappij: het wordt niet geapprecieerd dat Noenka Louis verlaat of ongehuwd met Ramses samenwoont.
Daarnaast zijn er veel complexe seksuele relaties in het boek. Veel mannen hebben minnaressen; Noenka gaat vreemd met Alek; er wordt gesuggereerd naar een homoseksuele relatie tussen Alek en Ramses en er is natuurlijk de lesbische relatie tussen Gabriëlle en Noenka. Zelf ziet Noenka haar relatie met Gabriëlle als een substituut voor de liefde van haar moeder, die ze verloren heeft.

## Symboliek
Ook staat de roman bol van symboliek. Op de omslag is een zwarte vrouw te zien met een slang om haar nek en orchideeën. De slang symboliseert de seksualiteit van de man, iets waar Noenka een grote angst voor kent. Ze is bang voor de slang, een angst die ze over heeft genomen van haar vader. En ze is bang voor de seksualiteit van Louis, waardoor ze bij hem aan vaginisme lijdt. Tevens staat de slang in de Bijbel symbool voor het kwaad. De orchidee staat dan voor de seksualiteit van de vrouw. Noenka is uiteindelijk, in navolging van Ramses, orchideeënkweker geworden, waarmee zij de vrouwelijke seksualiteit uitdraagt. 

## Feministische lezing
Over de gekte van een vrouw verscheen in een periode waarin veel feministische literatuur opkwam. Het feit dat het over de zoektocht naar de vrouwelijke identiteit gaat, zou an sich feministisch genoemd kunnen worden. De tegenstelling tussen de symbolen van de slang en de orchidee bevestigen dit echter des te meer. De slang wordt neergezet als iets kwaads. In de roman brengt de seksualiteit van de man dan ook alleen maar schade aan. Orchideeën zijn daartegenover prachtige bloemen en de seksualiteit tussen vrouwen geeft louter vrijheid. 
De onderdrukking van de vrouw is een belangrijk thema in de roman; haast alle vrouwen lijden aan deze onderdrukking. Noenka zelf wordt onderdrukt en tot haar verbazing durft zelfs de sterke Gabriëlle haar man niet direct te verlaten. Als Noenka naar de kerk gaat, wordt ze overvallen door de onderdrukking die ze daar ziet. Ze belandt in een soort hallucinatie: DE VROUWEN WORDEN ZOUTPILAREN, ONBRUIKBAAR VOOR DE MANNEN TOT DE SCHRIFTGELEERDEN RECITEREN: 'ALS HET ZOUT ZIJN SMAAK VERLIEST, WAARMEE ZAL HET GEZOUTEN WORDEN.' BEGRIJPEND ANTWOORDT DE MANNENWERELD: MET ZOUTPILAREN. MET DE VERWAARLOOSDE ZOUTPILAREN, EN LIKKEND WORDT HET ZOUT DER AARDE WEER OP SMAAK GEBRACHT. HET GODSHUIS WORDT WEER DE TEMPEL VOOR MANNEN MET DROGE TONGEN, TRANENDE OGEN EN GESLUIERDE VROUWEN. [overgenomen typografie] Deze onderdrukking wordt in de roman op meerdere manieren blootgelegd om een kritiek te uiten op de huidige man/vrouw-relatie.
De man met wie Noenka vrijwillig seks heeft, Ramses, heeft homoseksuele trekjes. Dit geeft het feminiene in hem aan en is wellicht de reden dat hij niet slecht is.